# Tiffany & Co.
Tiffany & Co. (in de volksmond bekend als Tiffany's) is een Amerikaans luxe sieraden- en speciaal designhuis met het hoofdkantoor in het Tiffany & Company Building aan Fifth Avenue in Manhattan.
Het bedrijf is genoemd naar stichter Charles Lewis Tiffany (1812-1902). Hij stichte in 1837 met een zakenpartner in New York een winkel voor luxegoederen. Hier werden ook sieraden en zilverwerk verkocht. Al in 1845 begon het bedrijf met de postorderverkoop. De catalogus van Tiffany's werd Blue Book genoemd, naar de kleur van de omslag. Diezelfde kleur werd later gebruikt voor de kenmerkende verpakking van de producten. In 1848 begon het bedrijf ook zelf sieraden te vervaardigen. In 1850 werd een winkel in Parijs geopend. In 1868 volgden winkels in Londen en Genève. In 1853 werd de naam Tiffany & Co. aangenomen nadat de zakenpartners van Tiffany zich hadden teruggetrokken uit de zaak.
Tiffany's zoon Louis Comfort Tiffany (1848-1933) werd ontwerper en werkte in de art-nouveaustijl. Een andere bekende ontwerper was de Fransman Jean Schlumberger. Hij werd in 1956 aangetrokken om het merk een nieuwe dynamiek te geven. Schlumberger kreeg artistieke vrijheid en de titel van vicepresident en werd ook de eerste ontwerper die bij naam genoemd werd. Hij bleef meer dan twintig jaar actief bij Tiffany & Co.
- Bibliothèque nationale de France: cb136036527 (data)
- Gemeinsame Normdatei: 4232546-8
- International Standard Name Identifier: 0000 0001 2035 0145
- Library of Congress Control Number: n80118439
- Nationale Bibliotheek van Tsjechië: xx0136262
- Nationale bibliotheek van Australië: 35789136
- Nationale Bibliotheek van Israël: 987007589899805171
- SNAC: w6gk0755
- Système universitaire de documentation: 053523946
- Union List of Artist Names: 500330306
- Virtual International Authority File: 154771285